# Barragem de Capoeira
A Barragem de Capoeira é um açude do município de Santa Terezinha, localizado na Região Metropolitana de Patos, estado da Paraíba. Com capacidade para 53.450.000 m³, foi construída no governo de Wilson Braga através do projeto Canaã e sangrou pela primeira vez em 16 de fevereiro de 1985.